# جوقة الرجال

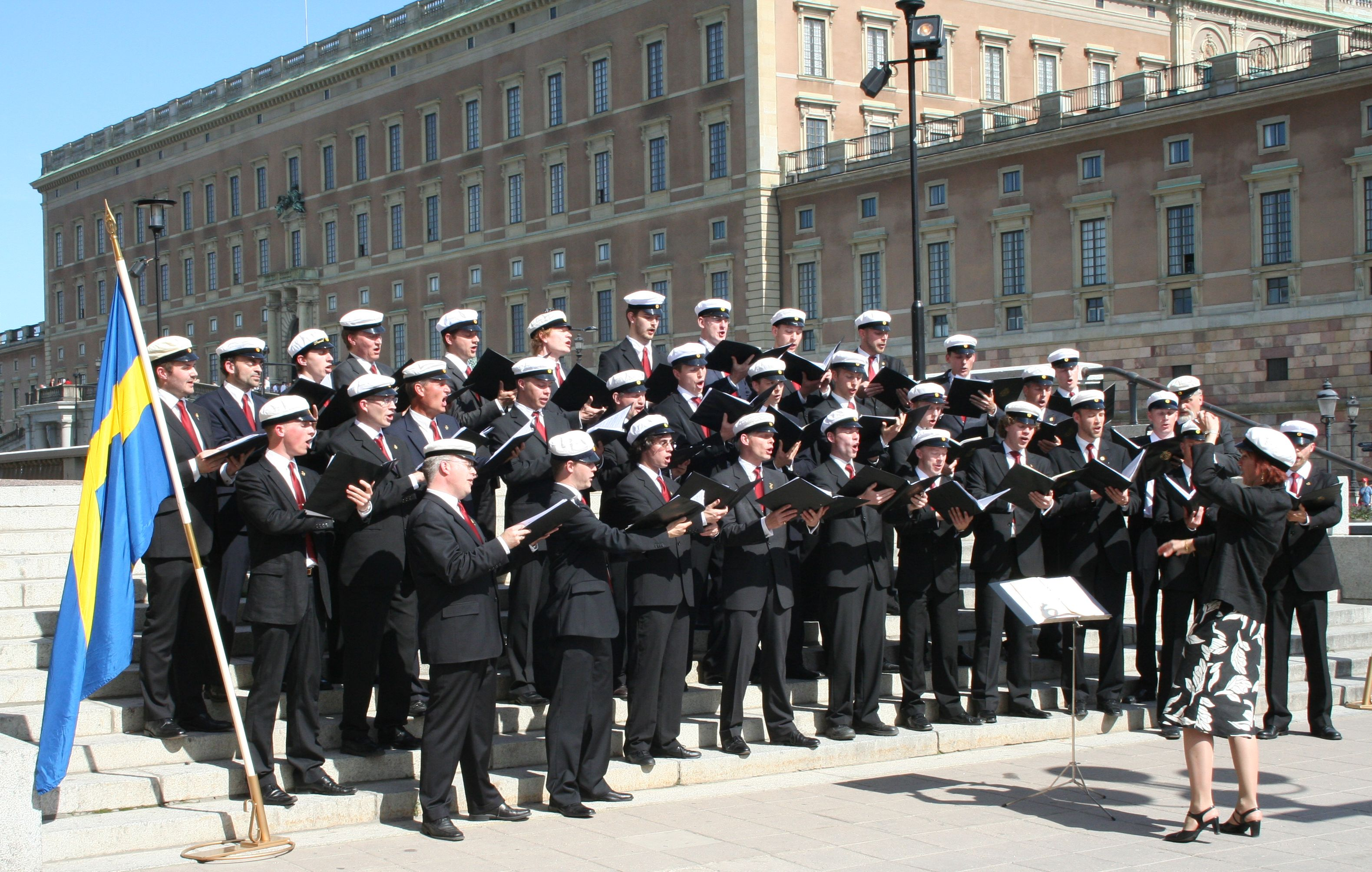

جوقة الرجال أو جوقة صوت الذكور، هي جوقة تتألف من الرجال الذين يغنيون مع صوت تينور أو باس، والموسيقى التي يتم ترتيبها عادة إلى تينور عالية ومنخفضة (1 و 2 تينور)، وباس وعالية وباس (1 و 2 باس؛ أو الباريتون وباس) وتقصير إلى رسائل تتبب. المصطلح يمكن أن يشير أيضا إلى قطعة من الموسيقى التي يتم تنفيذها من قبل مثل هذه الجوقة. 

## نظره عامه
توجد عادة جوقات صوت الذكور في المملكة المتحدة، ولا سيما في ويلز وكورنوال ويوركشاير. أسماء جوقات صوت الذكور أحيانا تستخدم اختصار ج ص ذ، على سبيل المثال كاستليفورد ج ص ذ.
لقد غنى الرجال معا عبر التاريخ. في الغرب، معظم عشاق الموسيقى على دراية بأناشيد الرهبانية مثل انشوده الغريغوري. 
بالإضافة إلى ذلك، الرجال قد اجتمعوا لصنع الموسيقى والتمتع بزمالة الآخرين مع شغف مماثل. أصبحت نوادي الطرب شعبية في الولايات المتحدة حيث الرجال يغنون في وئام، وعادة اكابيلا. روسيا لديها تقليد طويل من غناء الرجال في الكنيسة الأرثوذكسية الروسية. في أماكن أخرى من العالم، كما هو الحال في ويلز، وأجزاء من الولايات المتحدة وأوروبا، نشأت جوقات الذكور من أواخر القرن 19 وحتى الوقت الحاضر.
جوقات الذكور (1 تينور، 2 تينور، الباريتون والباس) حتى من دون تريبلز أو صوبرانوس لديها ميزة طفيفة على النساء في أن تينورس 1 الغناء في مجموعة فالسيتو من صوتهم يمكن توسيع نطاق لتشمل معظم النطاق المتاح ل ساتب (سوبرانو، ألتو، تينور، باس) جوقة. ونتيجة لذلك الغناء 1ST الغناء جزء مختلف جدا من الحبال في قطعة من الموسيقى، وغالبا ما تتحرك فوق الموظفين تينور واستخدام فالسيتو. يمكن القول إن جوقات الذكور الأكثر شهرة هي تلك التي في ويلز، ولكن هناك جوقات ذات مهارات عالية في جميع أنحاء العالم. معظم الغنائم تغني اليوم مجموعة واسعة من الموسيقى، بما في ذلك التراتيل الويلزية التقليدية ولكن أيضا جوقات من الأوبرا والكوميديا الموسيقية والنوع الشعبي. 

[بحاجة لمصدر]
العديد من جوقة ألمانيا الحديثة الذكور تدين أصولها إلى ليدرتافيل  المجموعات التي كانت تحظى بشعبية كبيرة في القرنين التاسع عشر وأوائل القرن العشرين، مع بعض المجموعات لا تزال تغني. 

## «مانرتشور» جوقات صوت الذكور في ألمانيا
كانت جوقات صوت الذكور ابتكارا في القرن التاسع عشر، الذي نشأ في سياق التنوير أو عصر العقل. القيم التقليدية، مع موقف وطني متزايد، إلى جانب الملذات الاجتماعية من دائرة من الأصدقاء وقفت في وسط الحركة. وجدت الأغاني الشعبية القديمة شعبية جديدة في النصف الأول من القرن ال 19 (العصر الرومانسي). وقد استبدلت جوقة صوت صوت الرأس الأربعة صوت الكورال السابق لمزيج من أصوات الذكور والإناث والأطفال. كان من المفترض الترويج للتربية الموسيقية الوطنية جنبا إلى جنب مع التنوير السياسي والاجتماعي. كارل فريدريش زلتر (1758-1832) وفوق كل شيء فريدريش سيلشر (1789-1860) كان له دور فعال في التأثير على تطور حياة الكورال، حيث جذور تتجذر مع الدستور، لجنة، وفي كامل تدفق الحماس - أظهر كل «أجراس وصفارات» للمنظمة. في سويسرا، واصل هانز جورج ناجيلي هذه الحركة.
الجوقات غالبا ما أعطوا أنفسهم أسماء مذكر. إذا كان المتحمس قد أمضى بضعة أيام في «الراين الذهبي»، وقال انه يشعر دعا إلى إنشاء جوقة على نهر ويسر مع اسم مثل «لورلي» أو «ستولزنفيلز». سمعت أصوات الذكور المتجمدة أنفسهم «الانسجام» أو اسمه منظمتهم «كونكورديا»، أو «و نايتنجيل واربلينغ». وكثيرا ما كان هذا الحماس الصوتي مرتبطا بالوطنية ومحبة الطبيعة. وكان من المفترض أن تكون حياة هذا النادي وفرح الغناء في وئام مفيدة بشكل خاص في تحويل الانتباه من يوم عمل شاق. كان المحتوى الموسيقي، بعد الغزوات السياسية الأولى، وفقا لذلك: الوطن والغابات الألمانية، والأغاني عن ثمرة العنب، وبالطبع - الحب. كانت المناطق التي تفيض مع السياح اليوم تصنف مرة واحدة على أنها هادئة، والرومانسية البقع، في الأغاني مثل: («في دير دروسلغاس»)، «زو رودشيم» و «فيتر راين».في مثل هذه الأغاني، واحد يتجول كموسيقي («سبيلمان») أو صياد («جيجر») من خلال البلاد، وشعر واحد نفسه أن تكون حرة كما الغجر. 
بعد الحرب العالمية الثانية، وجد الناجون أنفسهم مرة أخرى في جوقاتهم، في البداية مع أعضاء جدد، ولكن كلما كان أحلام السفر والروابط الفاصلة الرومانسية يمكن أن تتحقق فعلا مع زيادة الثروة، وكلما كان على الأعضاء البحث عن الخبرات التي غنى وا في الأفكار وحدها. وهكذا بدأ انخفاض تدريجي حيث أن أعضاء الجوقات العظيمة الذين تتراوح أعمارهم بين ومات ولم يستبدلها أعضاء جدد. على الرغم من هذا الانخفاض، كان هناك ما يقرب من 9641 جوقة صوت الذكور في ألمانيا في جميع أنحاء عام 2002 - حوالي 15.9٪ من جميع أشكال الكورال. [بحاجة لمصدر]

## قائمة جوقات صوت الذكور
ذكر جوقات صوت تشمل:
- The Academic Male Voice Choir of Helsinki
- Australian Welsh Male Choir
- Cardiff Arms Park Male Choir
- Castleford Male Voice Choir
- City of Bath Male Choir
- Felling Male Voice Choir
- Froncysyllte Male Voice Choir
- Gwalia Male Choir
- Holman Climax Male Voice Choir
- Kenyan Boys Choir
- Leeds Male Voice Choir
- Linköping University Male Voice Choir
- Lund University Male Voice Choir
- Morriston Orpheus Choir
- Mt. Zion Male Voice Choir
- Orpheus Male Voice Choir, Grimsby & Cleethorpes
- The Polytech Choir
- Pontarddulais Male Choir
- Treorchy Male Choir
- Warrington Male Voice Choir
- Wessex Male Choir
- YL Male Voice Choir

## روابط خارجيه
- Directory of Choirs / Uniting English Male Voice Choirs list of English male voice choirs, cotswoldmvc.org